# Heincz Gábor

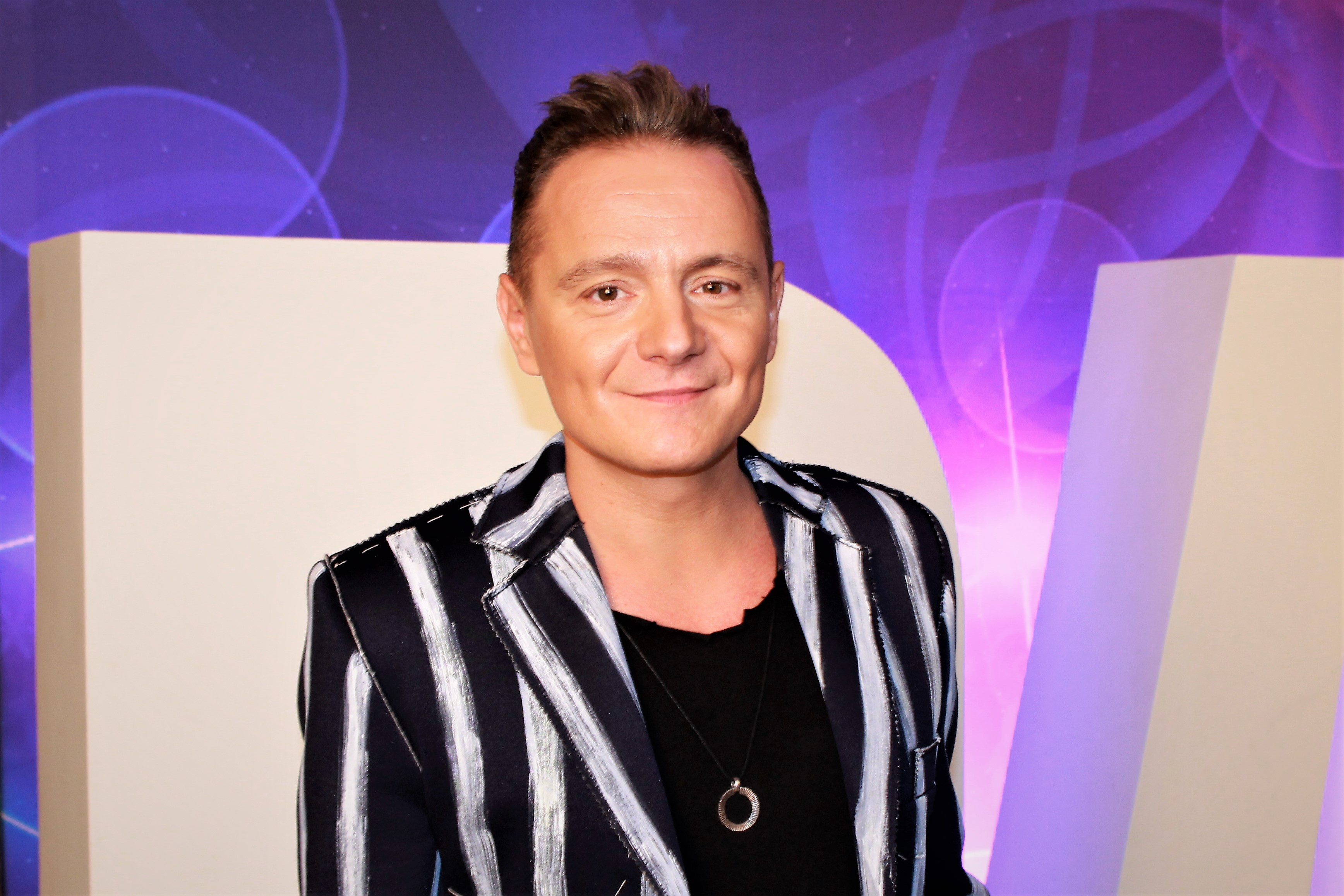
Heincz Gábor Biga a 2018-as Eurovíziós Dalfesztivál magyarországi előválogatóján

Heincz Gábor BIGA (Budapest, 1974. november 18. –) magyar énekes, előadó, az Eurovíziós Dalfesztivál magyarországi előválogatójának döntőse 2012-ben és 2018-ban.

## Életpályája
2005-ben jelentkezett a TV2 Megasztár című tehetségkutatójának harmadik évadába. A tizenkét döntős közé nem jutott be, vigaszágasként távozott a műsorból. A 2009-es Eurovíziós Dalfesztiválon Moszkvában Ádok Zoli Dance with Me című dalában közreműködött vokalistaként. Számos hazai előadó lemezén, zenekarban közreműködött, ilyen volt Roy & Ádám, Dobrády Ákos, Varga Feri & Balássy Betty vagy Varga Viktor.
A hazai ismertséget az M1 a 2012-es Eurovíziós Dalfesztivál magyarországi előválogatója hozta meg neki. A műsorban a Learning to Let Go című dalával bejutott a döntőben a legjobb négy közé, de végül a szakmai zsűri döntésével a Compact Disco utazhatott Bakuba. 2012-ben a TV2 The Voice – Magyarország hangja című tehetségkutató műsor énektanára lett Molnár Mártával közösen.
2013-ban szerepelt a TV2 Sztárban sztár című szórakoztató műsorában.
2017. december 6-án bejelentették, hogy a Duna 2018-as Eurovíziós Dalfesztivál magyarországi előválgoatójába bejutott a Good Vibez című dala. Először 2018. január 27-én, a nemzeti dalválasztó második válogatójában lépett színpadra, ahol a zsűri és a nézők szavazatai alapján holtversenyben a harmadik helyen végzett, és továbbjutott az elődöntőbe. 2018. február 10-én a műsor első elődöntőjéből a zsűri és a nézők szavazatai alapján 42 ponttal a harmadik helyen végzett, és továbbjutott a műsor döntőjébe.
2020-ban részt vett A Dal című tehetségkutató műsorban a Dunán, ahol a Máshol járunk című dalával a nyolcadik helyen végzett a harmadik válogatóban.

## Díjak, elismerések
- Fonogram – Magyar Zenei Díj (2014) – Az év hazai klasszikus pop-rock hangfelvétele (jelölés az Easy Loving című dallal)

## Diszkográfia

### Stúdióalbumok
- Gátlás sztriptíz (2017)

### Kislemezek
- Learning to Let Go (2012)
- Fogd rám ISWC: T-007.300.353-8
- Forró fejű lány ISWC: T-007.143.281-9
- Gyere és játssz még  ISWC: T-007.050.238-3
- Ha nem szól száj ISWC: T-007.283.347-6
- Halhatatlan blúz ISWC: T-007.284.946-7
- Hős ISWC: T-007.078.569-1
- Robogó funk ISWC: T-007.078.573-7
- Easy Loving (2013) ISWC: T-007.212.921-5
- A zene te vagy (2015) (Jankával közösen)
- Alright (2016)
- Gátlás sztriptíz (2016)  ISWC: T-007.278.908-2
- Mondd miért (2016)
- Bipolár (2017) ISWC: T-007.282.834-2
- Halhatatlan Blues (2017) (Wolfie közreműködésében)
- Good Vibez (2017) ISWC: T-007.295.133-7